# Szambałyg
Szambałyg (ros. Шамбалыг) – wieś w Rosji, w Tuwie, w kożuunie kyzylskim. W 2010 liczyła 510 mieszkańców.